# ウィリアム・ホーア
ウィリアム・ホーア（William Hoare of Bath RA、1707年頃 – 1792年12月12日）はイギリスの肖像画家、版画家である。1740年頃から1759年の間、イングランド、サマセットの観光地、バースで働き、人気のある肖像画家になった。

## 略歴
サフォークのアイ(Eye)で生まれた。オックスフォードシャーのフェアリンドン(Faringdon)で教育を受け、絵の才能を見いだされ、ロンドンに移り、フィレンツェからロンドンに移ってきた画家の、ジュゼッペ・グリソーニ（1699–1769）から絵を学んだ。1728年にグリソーニがイタリアに帰国するのに同行し、イタリアに渡り、ローマに旅し、フランチェスコ・フェルナンディ（1679–1740）のもとで修行を続けた。
ローマで9年間修業した後1737年か1738年にロンドンに戻るが、ロンドンでは仕事が少なかったので、当時、裕福な階級の人々に人気のあった保養地のバースに住み、バースを訪れる有力者から多くの肖像画の注文を得ることができるようになった。バースで肖像画を描いた人物には音楽家のゲオルク・フリードリヒ・ヘンデルや有力な政治家、ロバート・ウォルポールやウィリアム・ピットもいた。そのような肖像画は、複数の作品が作られていたことから工房を経営していたと思われ、ホーアの肖像画を元に、当時の有名な版画家が版画を制作した。ホーア自身も版画を制作し、家族や友人の肖像版画を制作した。当時ヨーロッパで人気のあった肖像画家のロザルバ・カッリエーラ（1675-1757）の影響を受けてパステル画も描いた。
バースで働いた最初の人気の高い肖像画家であり、1759年にトマス・ゲインズバラ(1727-1788)がバースに移ってくるまでは、最も人気のある肖像画家であった。パトロンにはニューカッスル公爵やペンブルック伯爵、チェスターフィールド伯爵がいた。
トマス・ゲインズバラやジョシュア・レノルズとともに、1768年に勅許を得て設立されたロイヤル・アカデミー・オブ・アーツの創立会員になった。
バースでは公的な活動にも参加し、バースに住む有力者たちと付き合った。バースの病院(Royal Mineral Water Hospital)の運営には1742年から関わり、病院の代表理事も務めた。1792年にバースで没した。
息子のプリンス・ホーア（Prince Hoare: 1755–1834）は画家、劇作家になり、娘のメアリー・ホーア（Mary Hoare: 1744–1820）も画家になった。

## 作品

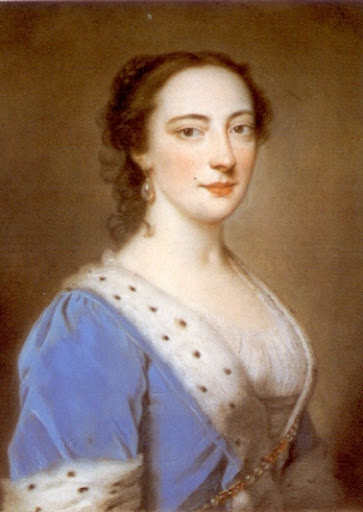
Mary Howard, Duchess of Norfolk
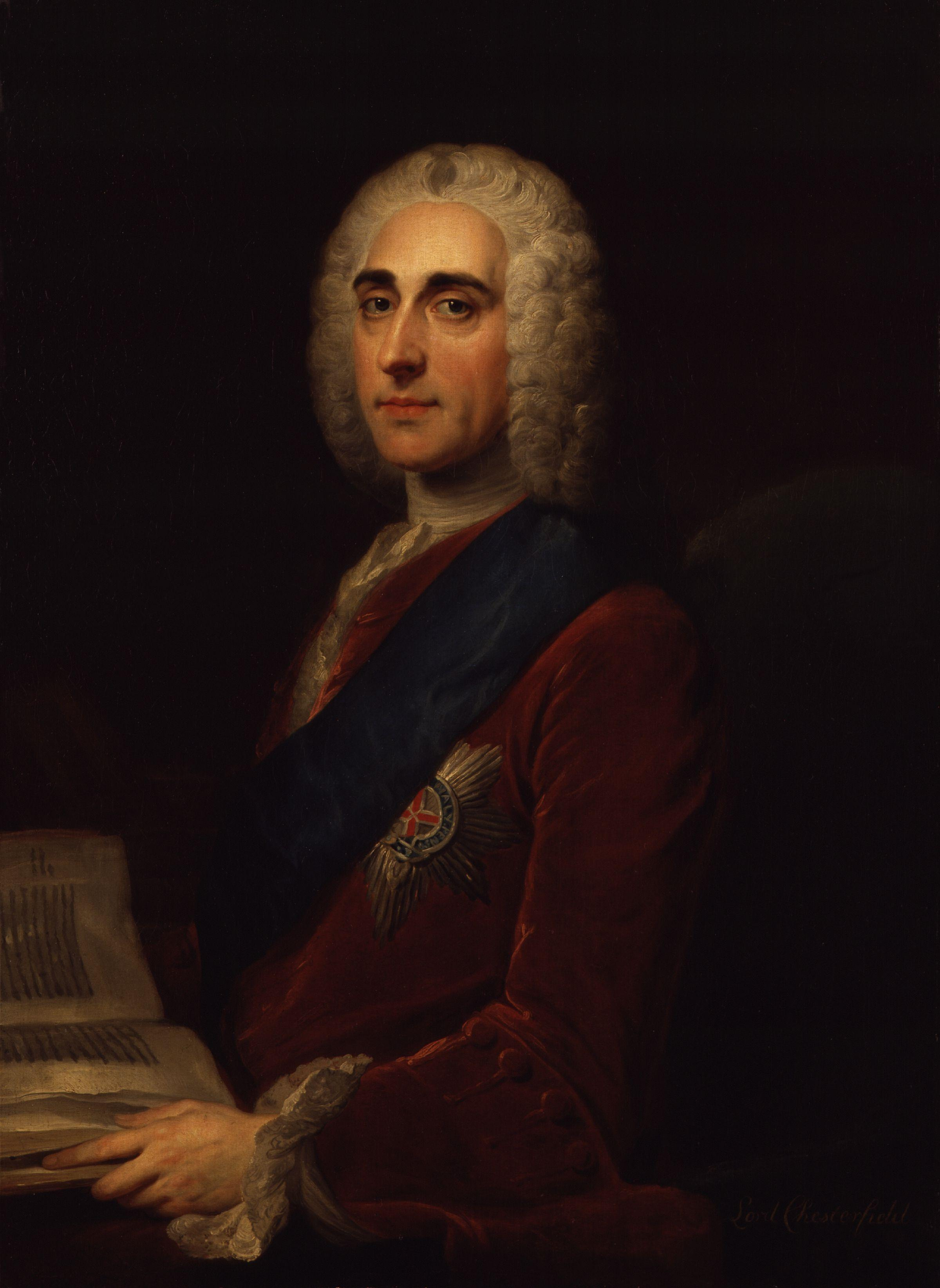
フィリップ・スタンホープ (第4代チェスターフィールド伯爵)
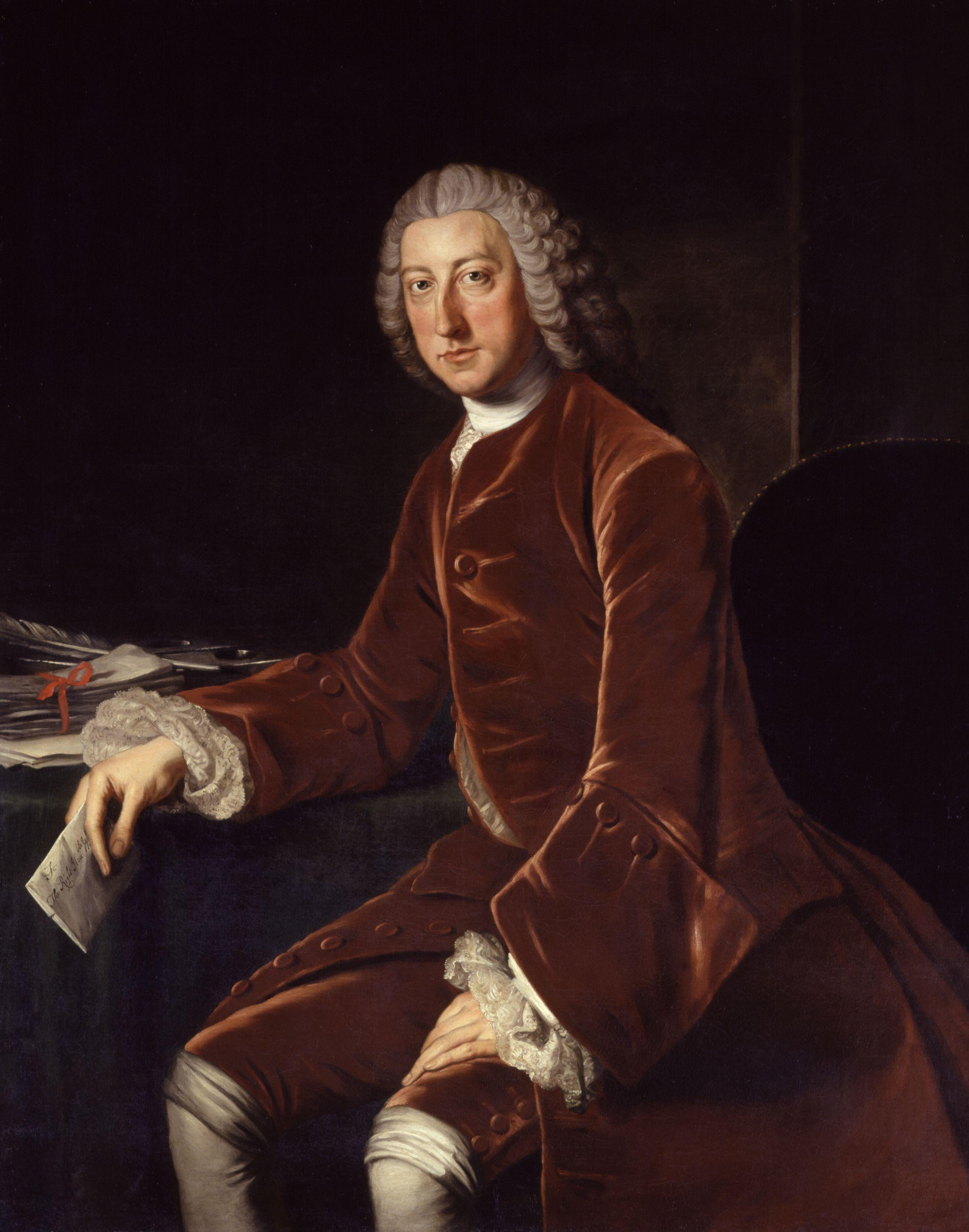
ウィリアム・ピット (初代チャタム伯爵)
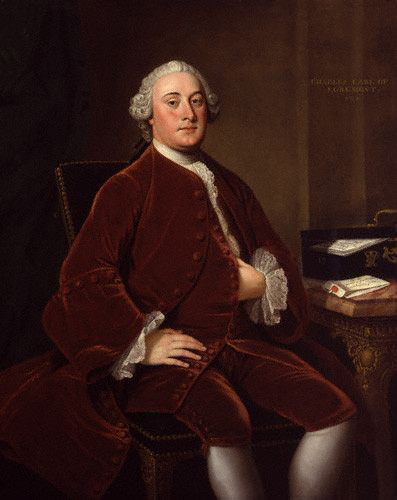
チャールズ・ウィンダム (第2代エグレモント伯爵)
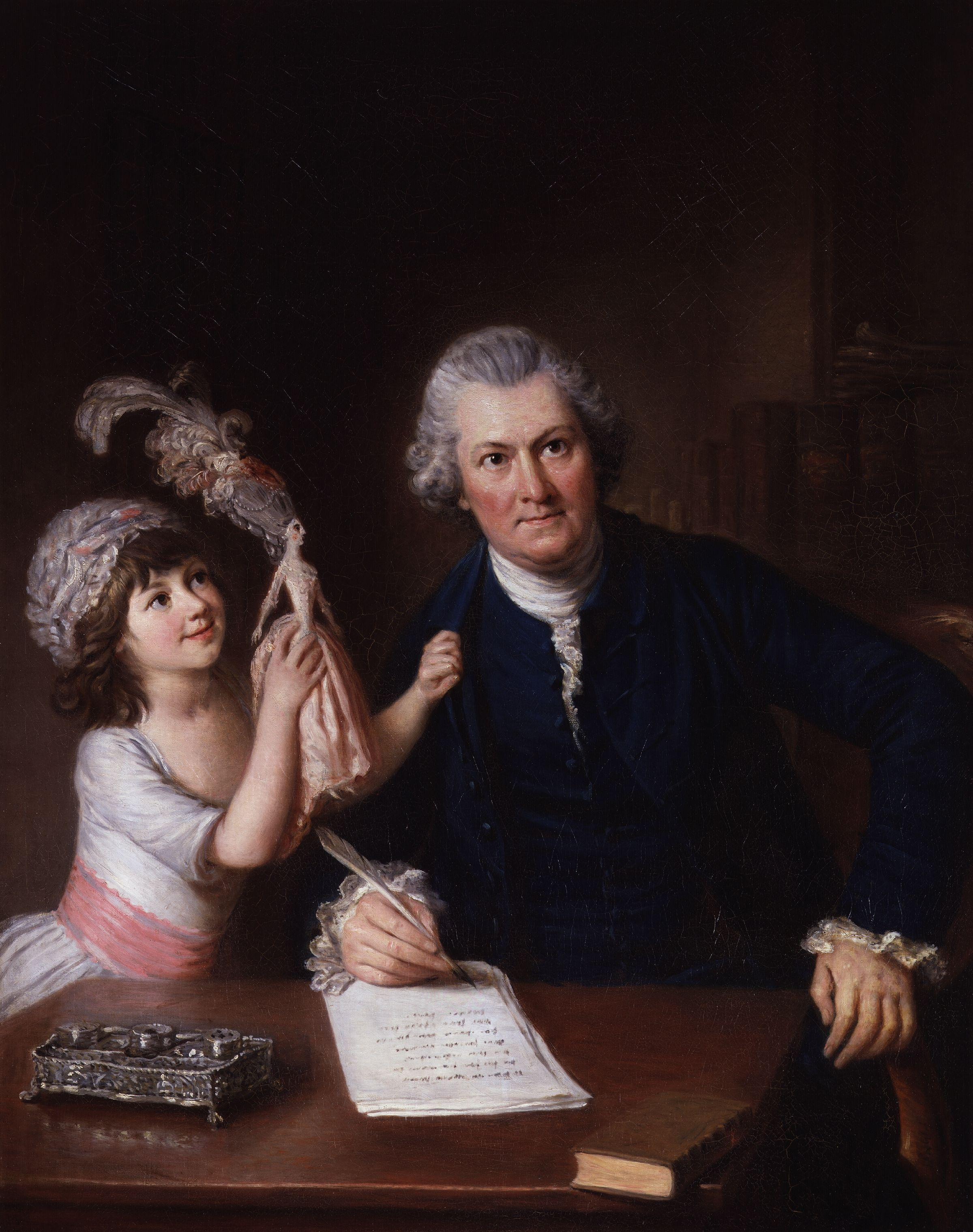
詩人のChristopher Ansteyと娘
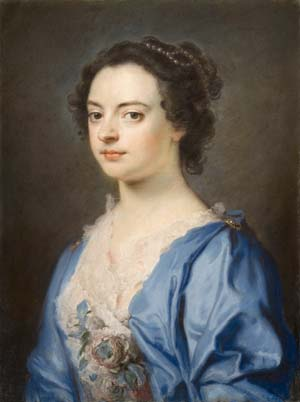
女性の肖像画
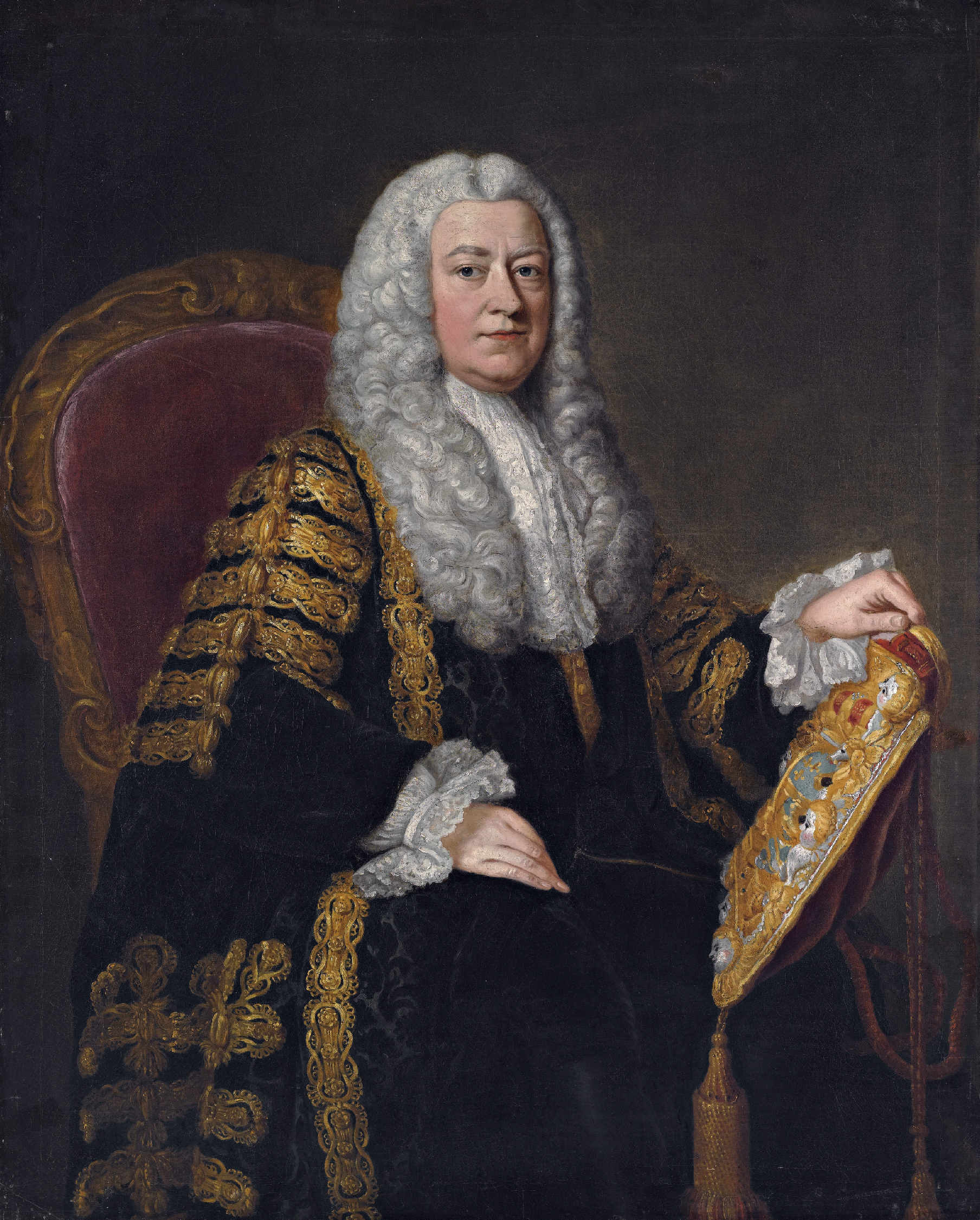
フィリップ・ヨーク (初代ハードウィック伯爵)
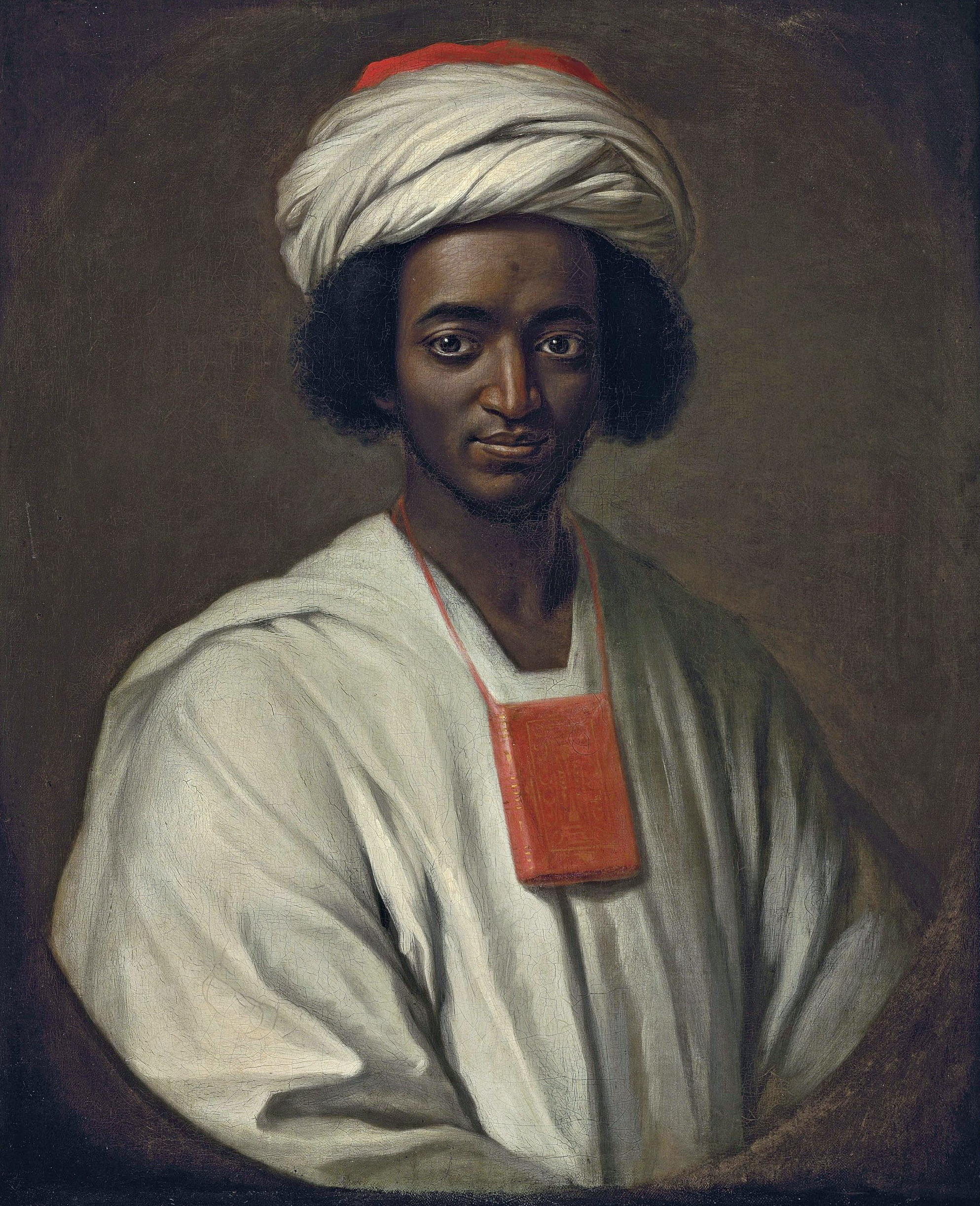
Ayuba Suleiman Diallo（解放奴隷）